# Naser Al Shami
Naser Al Shami, född 27 juni 1982 i Syrien, är en syrisk boxare som tog OS-brons i tungviktsboxning 2004 i Aten. 2004 vann Al Shami asiatiska mästerskapen i amatörboxning. 
Den 4 juli 2011 deltog Al Shami i demonstrationer i Hama under protesterna som föregick det syriska inbördeskriget och drabbades av skador från skottlossning när regimtrogna styrkor återtog staden.